# Charles Grant (baron)
Charles Grant, 1. baron Glenelg (ur. 26 października 1778 w Indiach, zm. 23 kwietnia 1866 w Cannes) – brytyjski polityk, członek stronnictwa torysów, a następnie partii wigów, minister w rządach lorda Liverpoola, George’a Canninga, lorda Godericha, księcia Wellington, lorda Greya i lorda Melbourne’a.

## Życiorys
Był najstarszym synem Charlesa Granta, dyrektora Brytyjskiej Kompanii Wschodnioindyjskiej. Wykształcenie odebrał w Magdalene College na Uniwersytecie Cambridge. W 1807 r. rozpoczął praktykę adwokacką. W 1811 r. został wybrany do Izby Gmin jako torysowski deputowany z okręgu Inverness Burghs. Od 1818 r. reprezentował Inverness-shire.
Już w grudniu 1813 r. został lordem skarbu. W 1818 r. otrzymał stanowisko Głównego Sekretarza Irlandii i piastował je do 1821 r. W latach 1823–1827 był wiceprzewodniczącym Zarządu Handlu. W latach 1827–1828 był przewodniczącym Zarządu Handlu i skarbnikiem floty. Należał do stronników George’a Canninga (Canningites) i po rozłamie wewnątrz stronnictwa torysów przyłączył się do wigów. W latach 1830–1834 był przewodniczącym Rady Kontroli. W 1833 r. doprowadził do uchwalenia ustawy reformującej zarząd nad Indiami.
W 1835 r. otrzymał tytuł 1. barona Glenelg i zasiadł w Izbie Lordów. Otrzymał również tekę ministra wojny i kolonii. Okres jego urzędowania na tym stanowisku był bardzo burzliwy. Minister rychło popadł w konflikt z gubernatorem Kolonii Przylądkowej Benjaminem D’Urbanem na tle traktowania przez gubernatora ludności miejscowej. Odmówił również przeprowadzenia reform ustrojowych w Nowej Południowej Walii.
Glenelg toczył również spory z królem Wilhelmem IV i wieloma politykami na temat zarządzania Kanadą. Za jego urzędowania w 1837 r. wybuchły rebelie w Górnej i Dolnej Kanadzie. Polityka Glenelga wobec Kanady była krytykowana i uważana za zbyt niezdecydowaną. Do grona krytyków ministra należeli gubernator generalny Kanady lord Durhama i wielu członków gabinetu. Ostatecznie w lutym 1839 r. Glenelg podał się do dymisji.
Lord Glenelg zmarł w 1866 r. Wraz z jego śmiercią wygasł tytuł parowski.